# WWE Judgment Day
Judgment Day és un esdeveniment anual de pagament per visió (PPV) produït per l'empresa de lluita lliure professional World Wrestling Entertainment (WWE) el mes de maig des del 1999. L'esdeveniment es va crear el 1998, amb el seu esdeveniment inaugural produït com un esdeveniment In Your House a l'ocubtre d'aquell any. El 1999 es va substituir per Over the Edge on Owen Hart va morir tràgicament. El show va tornar l'any 2000 com a PPV de la WWE produït anualment. El 2004 va passar a ser un PPV amb la participació exclusiva de la marca SmackDown! però tres anys després el 2007, es va establir com un PPV amb la participació de les tres marques seguint el format de WrestleMania.